# Libertytown (Maryland)
Libertytown es un lugar designado por el censo ubicado en el condado de Frederick en el estado estadounidense de Maryland. En el Censo de 2010 tenía una población de 950 habitantes y una densidad poblacional de 151,82 personas por km².

## Geografía
Libertytown se encuentra ubicado en las coordenadas 39°29′21″N 77°15′26″O / 39.48917, -77.25722. Según la Oficina del Censo de los Estados Unidos, Libertytown tiene una superficie total de 6.26 km², de la cual 6.24 km² corresponden a tierra firme y (0.25%) 0.02 km² es agua.

## Demografía
Según el censo de 2010, había 950 personas residiendo en Libertytown. La densidad de población era de 151,82 hab./km². De los 950 habitantes, Libertytown estaba compuesto por el 93.05% blancos, el 2.42% eran afroamericanos, el 0.11% eran amerindios, el 1.58% eran asiáticos, el 0% eran isleños del Pacífico, el 1.05% eran de otras razas y el 1.79% pertenecían a dos o más razas. Del total de la población el 1.89% eran hispanos o latinos de cualquier raza.